# Serie A2 1990-1991 (pallacanestro maschile)
Il campionato di Serie A2 di pallacanestro maschile 1990-1991 è stato il diciassettesimo organizzato in Italia.
È composto di 16 squadre che disputano un girone all'italiana con partite di andata e ritorno. La vittoria vale 2 punti, la sconfitta 0. In caso di parità sono previsti i supplementari. Le prime 2 classificate avranno il diritto di partecipare ai play-off insieme alle prime 10 squadre classificate in Serie A1, saranno inoltre promosse alla serie A1 1991-92. Le classificate dal 3º al 10º posto disputeranno due gironi di spareggio insieme a 4 squadre di serie A1 (classificate dall'11º al 14º posto): le prime 2 classificate di ogni girone giocheranno la prossima stagione in serie A1. Le ultime 2 classificate della serie A2 retrocedono in serie B1.
Vengono promosse la Scaligera Verona, alla prima ascesa nella massima serie, e la Mens Sana Siena, la cui ultima partecipazione alla serie A risaliva al 1980-81. Ai play-off vienero promosse anche la Pallacanestro Pavia, assente dalla massima serie dal 1957-58 e la Pallacanestro Trapani, prima squadra siciliana a partecipare al massimo campionato di basket nazionale.

## Stagione regolare

### Classifica
|  |     | Classifica finale 1990-1991 | Pt | G  | V  | P  | PtF  | PtS  |
|  | --- | --------------------------- | -- | -- | -- | -- | ---- | ---- |
|  | 1.  | Glaxo Verona                | 50 | 30 | 25 | 5  | 2878 | 2573 |
|  | 2.  | Ticino Assicurazioni Siena  | 46 | 30 | 23 | 7  | 2492 | 2294 |
|  | 3.  | Lotus Montecatini           | 44 | 30 | 22 | 8  | 2857 | 2655 |
|  | 4.  | Fernet Branca Pavia         | 42 | 30 | 21 | 9  | 3110 | 2963 |
|  | 5.  | Kleenex Pistoia             | 36 | 30 | 18 | 12 | 2791 | 2792 |
|  | 6.  | Tombolini Livorno           | 32 | 30 | 16 | 14 | 2711 | 2620 |
|  | 7.  | Teorematour Arese           | 28 | 30 | 14 | 16 | 2678 | 2718 |
|  | 8.  | Birra Messina Trapani       | 26 | 30 | 13 | 17 | 2673 | 2605 |
|  | 9.  | Turboair Fabriano           | 26 | 30 | 13 | 17 | 2750 | 2777 |
|  | 10. | Telemarket Brescia          | 26 | 30 | 13 | 17 | 2550 | 2557 |
|  | 11. | Banco Sardegna Sassari      | 26 | 30 | 13 | 17 | 2502 | 2566 |
|  | 12. | Aprimatic Bologna           | 24 | 30 | 12 | 18 | 2655 | 2729 |
|  | 13. | Emmezeta Udine              | 24 | 30 | 12 | 18 | 2463 | 2668 |
|  | 14. | Billy Desio                 | 22 | 30 | 11 | 19 | 2588 | 2708 |
|  | 15. | Reyer Venezia               | 20 | 30 | 10 | 20 | 2772 | 2869 |
|  | 16. | Corona Cremona              | 8  | 30 | 4  | 26 | 2582 | 2958 |

### Risultati
Tabellone Gare Legabasket Serie A2 1990-91 Archiviato il 29 novembre 2014 in Internet Archive.

## Verdetti
- Promossa in serie A:  Glaxo Verona
- Promossa in serie A:  Ticino Siena.
- Promossa in serie A:  Birra Messina Trapani.
- Promossa in serie A:  Fernet Branca Pavia.
- Retrocessa in serie B1:  Reyer Venezia.
- Retrocessa in serie B1:  Corona Cremona.